# Gaakee-kiiyaahaang
Gaakee-kiiyaahaang (Gaakee-kiiyaahaan), banda Kato Indijanaca, porodica Athapaskan, nastanjeno sjeveroistočno ili sjeverno-sjeveroistočno od Seenchaahdin-kiiyaahaana u sjeverozapadnoj Kaliforniji. Jedino selo za koje se zna da su imali bilo je Saaktoo'chowtc'in'ding, "Toward the Big Spring Place". Značenje imena bande nije poznato. 

## Vanjske poveznice
- Cahto Band Names